# Institut français en Irak
L'Institut français en Irak (Ifi) fait partie du réseau mondial des instituts français. Son antenne principale se trouve à Bagdad, la capitale du pays; depuis 2009, elle est complétée par une succursale à Erbil dans la région kurde.

## Historique
Le nouvel Institut français de Bagdad a été inauguré le 11 février 2012 dans le cadre d’une réforme mondiale du réseau culturel et de coopération du Ministère français des Affaires étrangères et européennes initiée par la loi du 27 juillet 2010, en remplacement des activités culturelles françaises qui étaient jusque-là réunies au sein de l'association Culturesfrance.
Cette réorganisation a apporté une meilleure unité et une plus grande simplicité de gestion. Les services de coopération universitaire, éducative, linguistique et culturelle de l’Ambassade de France ont ainsi fusionné pour devenir l’Institut français. Ils entretiennent des liens étroits avec le Consulat général ainsi que le bureau de l'Alliance française du pays, les autorités nationales et locales et d'autres institutions francophones comme les lycées et écoles français(es). 

## Rôle éducatif
Le but premier de l'Institut est de proposer des cours, formations et examens de français à un public aussi large que possible. L'IFI est accrédité pour faire passer et délivrer différentes certifications internationales, comme: le DELF, le DALF ou le TCF.
L'Institut français joue un rôle de médiateur entre le monde universitaire français et les étudiants irakiens, notamment en proposant des journées de sensibilisation à la culture et à la langue françaises et en abritant l'organisme Campus France.

## Activités culturelles
Le centre culturel de l'institut participe à la scène culturelle locale et nationale, en créant des dizaines d'évènements annuels. Ses activités s'opèrent également en ligne, par des projets réguliers d'encouragement à la culture. L'institut dispose d'une salle de conférence convertible en salle de cinéma, d'une galerie d'exposition, d'un club de lecture ainsi que d'un espace pour les plus jeunes.
L'institut participe également à des évènements externes, dans le cadre de la promotion de la culture et des échanges entre la France et l'Inde, et développe des partenariats avec d'autres entités culturelles, gouvernementales ou non-gouvernementales. Elle ainsi organisé ou accueilli plusieurs événements autour du livre et de l'édition francophone ainsi que des festivals et des conférences.
L'Ifi collabore avec d'autres organismes français dans la région, comme: l'IRD, le CIRAD, l'Institut français du Proche-Orient, les alliances françaises et les écoles françaises présentes dans le pays. 

## L'institut français au Kurdistan irakien
L'institut français à Erbil est également un médiateur important entre autorités françaises et kurdes en matière d'archéologie. En 2011, une équipe française a pu reprendre des fouilles commencées en 1933 par une équipe italienne, puis stoppée à cause de la Seconde Guerre mondiale. 
L'institut français à Erbil est appelé à devenir l'un des instituts culturels franco-allemand prévu par le Traité d'Aix-la-Chapelle.